# Condensazione di Dieckmann
La condensazione di Dieckmann è una reazione intramolecolare di diesteri, con una base forte, per dare β-chetoesteri ciclici; i cicli a cinque e sei atomi di carbonio risultano più stabili e si formano facilmente con buona resa. La base è di solito l'alcossido corrispondente all'estere, per evitare la competizione della sostituzione nucleofila acilica. L'equivalente reazione intermolecolare è rappresentata dalla condensazione di Claisen.
Tale reazione chimica prende il nome dal chimico tedesco Walter Dieckmann.